# Pik Botha
Roelof Frederik Pik Botha (Rustenburg, 27 de abril de 1932-Pretoria, 12 de octubre de 2018) fue un político sudafricano, ministro de Relaciones Exteriores durante los últimos años del gobierno del apartheid.

## Biografía
Era considerado un liberal progresista, al menos entre la comunidad afrikáner y en comparación con otros políticos del Partido Nacional.
Botha ocupó muchos cargos de tipo diplomático. Su inicio en el servicio exterior se remonta a 1953 cuando viajó a ocupar cargos en la embajada en Suecia y más tarde en la antigua Alemania Occidental.
Entre 1966 y 1974 fue miembro de la delegación sudafricana ante las Naciones Unidas (ONU). Luego fue nombrado embajador plenipotenciario ante la ONU, pero estuvo tan sólo un mes en el cargo, pues Sudáfrica fue suspendida del organismo internacional por sus políticas de apartheid y su rechazo a acatar las resoluciones relacionadas con su ocupación de África del Sudoeste —actual Namibia—.
En 1970 fue elegido miembro del parlamento como candidato del Partido Nacional. En 1975 Botha fue designado embajador ante los Estados Unidos y, en 1977, ministro de Relaciones Exteriores.
En 1978 fue candidato en las elecciones al cargo de primer ministro. Su candidatura sirvió para restarle votos al rival de P. W. Botha —no relacionado familiarmente—, ayudando así a asegurar el triunfo de este último.
En 1986 Botha anunció públicamente que sería posible en el futuro que Sudáfrica tuviera un gobierno liderado por un presidente negro. El presidente P. W. Botha, no muy contento, le presionó para que aclarara que ese era un punto de vista personal y que no era reflejo de la política del Gobierno.
En diciembre de 1988 viajó a la República del Congo y firmó un acuerdo de paz con representantes de Angola y Cuba —países con quienes Sudáfrica mantenía un conflicto bélico en territorio de Angola y África del Sudoeste—. Durante el acto Botha declaró: «Una nueva era ha comenzado en Sudáfrica. Mi gobierno está eliminando la discriminación racial. Queremos ser aceptados por nuestros hermanos africanos». El 22 de diciembre de 1988, Botha firmó en las oficinas de la ONU en Nueva York un último acuerdo con representantes de Angola y Cuba. Este acuerdo abría el camino a la implementación de la resolución N.º 435 del Consejo de Seguridad, cediendo así Sudáfrica control sobre el territorio de África del Sudoeste, luego de décadas de desafío a la comunidad internacional.
En ruta a Nueva York para la firma del tratado, el 21 de diciembre Botha y el resto de la delegación sudafricana hicieron escala en el Aeropuerto de Heathrow. Tenían reservas para hacer conexión con el vuelo 103 de Pan Am. Sin embargo, una vez en Londres, Botha y los aquellos delegados que consiguieron cupo, cambiaron para el vuelo anterior, el vuelo 101 de Pan Am. Aquellos que no pudieron tomar el vuelo más temprano volvieron y regresaron a Johannesburgo. Este cambio le salvó de convertirse en una de las 270 víctimas del atentado de Lockerbie, cuando más tarde ese mismo día, el vuelo 103 de Pan Am explotó en ruta a Nueva York. En ese vuelo murió Bernt Carlsson, quien era el Comisionado Especial para Namibia de la ONU, y quien también se dirigía a Nueva York para los actos de firma del mismo tratado.
Tras las elecciones democráticas de 1994, Botha ejerció el cargo de ministro de Asuntos de Energías y Minerales durante el primer gobierno post apartheid, bajo la presidencia de Nelson Mandela.
Botha se retiró de la política cuando el Partido Nacional abandonó la coalición de gobierno en 1996. Luego en el año 2000, solicitó admisión en el Congreso Nacional Africano y declaró su apoyo al presidente Thabo Mbeki. Botha expresó sus críticas por las políticas de acción afirmativa del gobierno y dijo que el entonces Gobierno sudafricano nunca hubiera llegado a un acuerdo constitucional con el ANC en 1994 si hubiera insistido en su actual programa de discriminación positiva.
Pik Botha murió en su casa de Pretoria el 12 de octubre de 2018 a los 86 años de edad.